# دانكن آرمسترونغ
دانكن آرمسترونغ (بالإنجليزية: Duncan Armstrong) (7 أبريل 1968 – ) هو سباح، من أستراليا، مثّل بلاده في الألعاب الأولمبية الصيفية 1992، وسباحة في الألعاب الأولمبية الصيفية 1988 – رجال 200 متر سباحة حرة ‏، والألعاب الأولمبية الصيفية 1988، وسباحة في الألعاب الأولمبية الصيفية 1988 – رجال 400 متر سباحة حرة ‏.

## وصلات خارجية
- دانكن آرمسترونغ على موقع IMDb (الإنجليزية)

- دانكن آرمسترونغ على موقع الاتحاد الدولي للسباحة (الإنجليزية)
- دانكن آرمسترونغ على موقع قاعة مشاهير السباحة العالمية (الإنجليزية)
- دانكن آرمسترونغ على موقع اللجنة الأولمبية الدولية (الإنجليزية)
- دانكن آرمسترونغ على موقع أوليمبيديا (الإنجليزية)
- دانكن آرمسترونغ على موقع اللجنة الأولمبية الأسترالية (الإنجليزية)
- دانكن آرمسترونغ على موقع اتحاد ألعاب الكومنولث (مؤرشف) (الإنجليزية)
- دانكن آرمسترونغ على موقع قاعة أستراليا للمشاهير الرياضية (الإنجليزية)